# Macalda de Scaletta
Macalda de Scaletta (Scaletta, alrededor de 1240; Mesina, después del 14 de octubre de 1308) fue una dama de honor y cortesana siciliana que vivió en la época de las Vísperas sicilianas y la guerra posterior. Baronesa de Ficarra por matrimonio, hija de Giovanni de Scaletta y de una noble siciliana, era, sin embargo, de origen humilde. Se casó en segundas nupcias con el giustiziere del Reino de Sicilia Alaimo da Lentini. 
Amazona orgullosa, educada en las armas y en el coraje, dotada de porte marcial, impulsada por un carácter cínico y ambicioso, la vigorosa personalidad femenina de Macalda ejerció cierta influencia primero en el círculo de Carlos de Anjou y luego en la corte de Pedro III de Aragón. Sus cualidades la convirtieron en una protagonista destacada de esa importante época de transición y de agitaciones violentas en la historia del Reino de Sicilia, que desembocaron en la expulsión de los angevinos de la isla y el nacimiento del Reino de Trinacria, independiente de la tierra firme.
Intrigante en la corte, pero también rival audaz de la reina Constanza II de Sicilia, Macalda de hecho jugó un papel importante al favorecer inicialmente, y posteriormente precipitar, la suerte política de su segundo marido, el viejo Alaimo da Lentini, quien había sido uno de los mayores promotores de las Vísperas sicilianas.
La evolución social y política de Macalda, y de su muy humilde linaje originario, puede considerarse como un caso ejemplar y paradigmático del tipo de movilidad social a través de la cual, en un contexto tardomedieval del siglo XII en el reino de Sicilia, una familia ambiciosa podría alcanzar en unas pocas generaciones la superación de la pobreza y las condiciones subordinadas, completando un espectacular viaje que podría alcanzar las más altas esferas reales.
La historia de Macalda dejó una huella histórica reconocible, pero recibió un tratamiento diverso en las crónicas sincrónicas: una de ellas, la Historia Sicula del cronista contemporáneo de Mesina Bartolomeo di Neocastro, es extremadamente hostil hacia ella, pero las comprensibles razones políticas que inspiran a Neocastro, partidario de Aragón, puede no ser suficiente para justificar su acritud, que para algunos es tan excesiva como para justificar la sospecha de encontrarse ante "una de las víctimas del encanto de las mujeres". 
Además de su educación militar, Macalda también era conocida por otra cualidad, también inusual para una mujer medieval, su conocimiento del juego de ajedrez, por lo que se le puede reconocer una especie de primacía histórica en el universo femenino y en el mundo del ajedrez siciliano.
Su figura singular, que habita las páginas de la actualidad y de la historia, se transfigura en la memoria colectiva, en el folclore y en el imaginario colectivo: Macalda se convierte en protagonista de tradiciones, mitos y leyendas populares de Sicilia, como la del pozo Gammazita en Catania.
Un eco lejano de la pasión de Macalda por el soberano aragonés, sobre la que el cronista Neocastro escribe con tono cáustico, parece reverberar también en la narración de Boccaccio, con una enorme diversidad de tonos y acentos, transfigurada en un contexto cortesano y caballeresco mucho más idealizado y enrarecido, cuando, en el Decamerón, se habla del amor perdido de Lisa Puccini por el rey Piero di Raona. 

## Biografía

### Orígenes

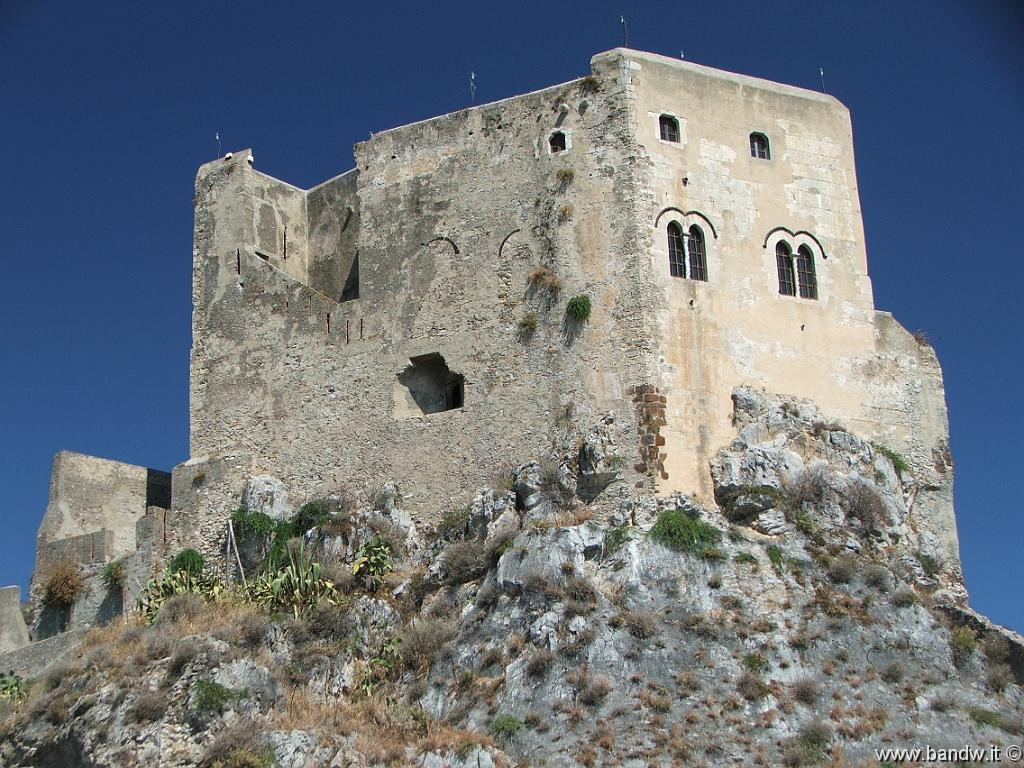
La fortaleza de Scaletta, que fue el lugar de nacimiento de Macalda

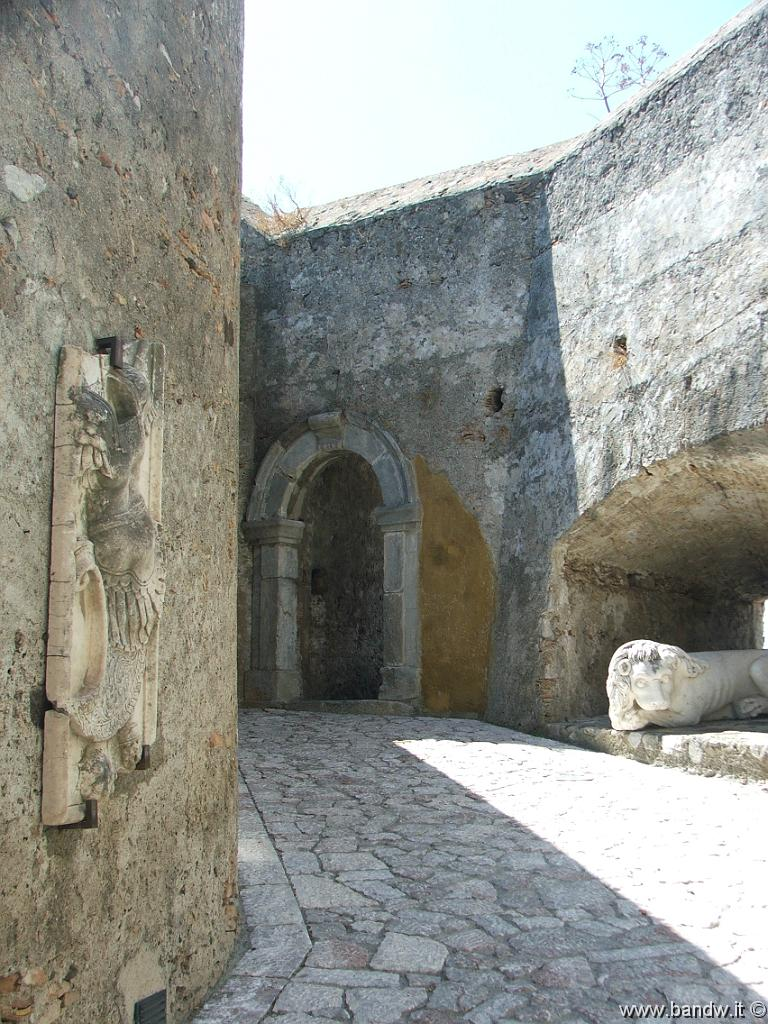
Interior del castillo de Scaletta

Su familia, de origen social muy humilde, se encontró inicialmente en una situación económica difícil, de la que sin embargo supo salir hábilmente gracias a un ascenso social imparable cuyo apogeo alcanzaría la propio Macalda. La bisabuela, de hecho, llevaba su exigua existencia expuesta a los elementos ("bajo el sol y la lluvia") frente a la Porta Judaeorum de Messina, donde vendía comida en un puesto al aire libre. Incluso con esta actividad tan modesta, la mujer logró no sólo llegar a fin de mes sino también ahorrar algo de dinero. 
El hijo de la vendedora ambulante fue un tal Matteo Selvaggio  aquí cognominabatur salvagius ): quien fue un sirviente o simple soldado contratado por el castellano de Scaletta,  una guarnición destinada a controlar el tránsito en la carretera de quienes llegaban a Mesina desde el sur, procedentes de Catania y Siracusa. 
Hacia 1220, cuando murió el castellano, Matteo Selvaggio logró asumir el cargo gracias a la concesión del rey de Sicilia Federico II. Un nuevo y decisivo paso adelante se debió a un golpe de suerte: el descubrimiento de un tesoro escondido en el castillo. Habiéndose liberado así de la pobreza, también quiso deshacerse de su poco honorable apellido ancestral. Al darse el título de Scaletta, Matteo quería sancionar de esta manera su nuevo ascenso de estatus. 

##### Giovanni de Scaletta, padre de Macalda
El progreso económico le abrió la posibilidad de dar un paso más, permitiendo a su hijo Giovanni a estudiar Derecho. Esa titulación, como advierte Neocastro, en aquel contexto social, era capaz de conferir un gran prestigio a quienes la habían obtenido: y así fue también para Giovanni quien invariablemente abrió horizontes más amplios y nuevas oportunidades, entre ellas el camino docente hacia una carrera de alto nivel y el matrimonio de alto rango con una noble siciliana de la familia Cottone. En el castillo de Scaletta nacieron dos hijos de ese matrimonio: el mayor fue Mateo II, al que siguió, hacia 1240, su hermana Macalda, que daría el paso definitivo en la "escalada social, la adquisición, en dos pasos, del prestigio político". 

### Macalda en las crónicas sicilianas contemporáneas

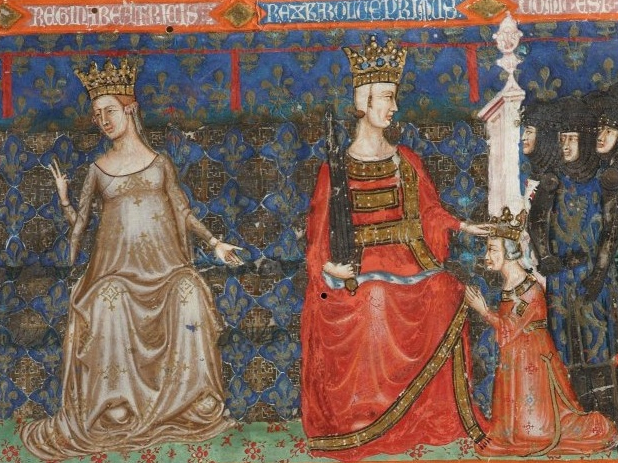
Carlos I de Anjou

Son diversos los matices que adquiere la figura de Macalda en las fuentes contemporáneas.

#### Bartolomé de Neocastro
Bartolomeo di Neocastro, en su Historia Sicula, se muestra particularmente hostil hacia ella, inspirado por razones políticas evidentes: tras el éxito de las Vísperas sicialianas, a pesar de haberse puesto del lado de los vencedores, «Macalda representa a los nobles sicilianos de tradición güelfa que se habían expresado en la Comunitas Siciliae», ese efímero experimento político republicano de independencia siciliana que precedió al nacimiento del Reino de Sicilia definitivamente independiente del continente italiano. Sin embargo, hay quienes creen que esto por sí solo no basta para justificar el resentimiento del cronista, cuyo relato sobre Macalda se vuelve «particularmente venenoso, hasta el punto de justificar la sospecha de que el austero y erudito historiador de Messina fue una de las víctimas del encanto de la mujer". Neocastro resalta en Macalda su conducta política sin escrúpulos, su inclinación a la traición conyugal, política y humana, y por sus hábitos sexuales fáciles y promiscuos, cuyo libertinaje, implicaba también la "sospecha de incesto", tendía a degenerar en un «exhibicionismo teñido de ninfomanía».

#### Virtudes militares de Macalda
Sobre las virtudes militares de la mujer, subrayadas por Bernat Desclot, y sobre su porte marcial, la narrativa sobre Macalda coincide. Otros autores, incluso cuando no están inspirados por la benevolencia, si no animados por una abierta hostilidad, coinciden en definirla como valiente en las armas y capaz de librarse con heroico coraje de los peligros de la guerra. 

### Primer matrimonio con Guglielmo d'Amico
La muy joven Macalda fue tomada como esposa por Guglielmo Amico, que había sido barón de Ficarra, pero luego despojado de sus bienes y exiliado en la época de la dinastía Hohenstaufen. Fue precisamente este estado de pobreza el que le dio a Macalda y su familia la oportunidad de casarse con un noble. Guglielmo, por su parte, también esperaba sacar algún beneficio de este segundo matrimonio: su esperanza, que luego se vio decepcionada, era que le permitirían recuperar la posesión del feudo perdido de Ficarra. Sus expectativas, sin embargo, resultaron infundadas: Guglielmo Amico cayó en desgracia y acabó su vida reducido a la pobreza. Macalda no tuvo ningún remordimiento: abandonó a su marido moribundo en el hospital templario, y comenzó a vagar durante mucho tiempo en el hábito de un fraile menor, residiendo en varias provincias entre Mesina y Nápoles. En Nápoles, en particular, la viuda habría entablado una relación incestuosa con uno de sus familiares. De regreso a Mesina, se habría colado sin ser reconocida en la casa de otro familiar, con quien entabló una nueva relación sexual rayana en el incesto.
Finalmente Macalda, a instancias de Carlos I de Anjou, logró incluso verse confirmada en posesión de los bienes vanamente reclamados por su ahora fallecido marido, Guglielmo d'Amico.

### Segundo matrimonio con Alaimo da Lentini y participación en la Guerra de las Vísperas
También por voluntad real, Macalda fue entregada en matrimonio a Alaimo di Lentini, muy influyente entonces en el círculo angevino, ya casado en primer matrimonio con otra mujer también llamada Macalda.
Cuando decayó el esplendor de Alaimo en la corte angevina, fue también gracias a las maniobras de su intrigante esposa que logró reconstruir su reputación, primero entre los sicilianos, convirtiéndose en uno de los principales inspiradores de las vísperas sicilianas (revuelta a la que también se unió su esposa). ), y luego en la corte aragonesa.
Una vez estallada la revuelta, en momentos en que Alaimo partía para defender Mesina del asedio, Macalda se convirtió en gobernadora de Catania, ocupando el lugar de su marido. 
En aquella ocasión, Macalda se convirtió en protagonista en Catania de una traición sin escrúpulos contra los franceses que se habían dirigido a ella durante la revuelta: después de haber simulado una bienvenida benévola, los despojó de sus bienes y luego los abandonó a merced del pueblo enfurecido. 
Macalda parecía apuntar muy alto para hacer realidad sus planes de poder. Los sicilianos habían suplicado a la reina Constanza II de Sicilia, hija del rey Manfredo, que aceptara la corona de Sicilia, como la última de los Hohenstaufen. El consorte de la reina, Pedro III de Aragón, apoyó la iniciativa y se dispuso a desembarcar en la isla.

### La vista sobre Pedro de Aragón

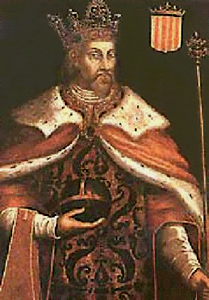
Pedro III de Aragón, rey de Sicilia (1282-85), rey de Aragón (1276-85)

También de la época de las Vísperas, pero tras el desembarco de Pedro de Aragón en Sicilia, una intriga tramada por ella con el objetivo de hacerse con el papel de favorita del rey,  arroja más luz sobre ella y su arribismo. 
En efecto, en aquel tiempo, al enterarse de la llegada de los aragoneses a Randazzo, Macalda se presentó ante él con gran pompa, ataviada con soberbios trajes marciales, sosteniendo una maza de plata en la mano, animada por intenciones de concupiscencia que pronto se manifestaron explícitamente. Llevada ante el rey, se dirigió a él con estas palabras:

Soy Macalda, oh rey y señor, esposa del soldado Alaimo de [Lentini|Leontino, y he esperado tu reino como todos los demás sicilianos. Es para mí de gran consuelo y alegría este feliz día en el que Sicilia, por tu obra, liberó al Señor de su miseria.
Ego sum Machalda Alaymi militis de Leontino, expectans regnum tuum, sicut et ceteri Siculi; dies hec felix, dies hec mihi consolacionis et gaudii est, qua Siciliam propter te Dominus de sui miseria liberavit
Bartolommeo di Neocastro, Historia Sicula

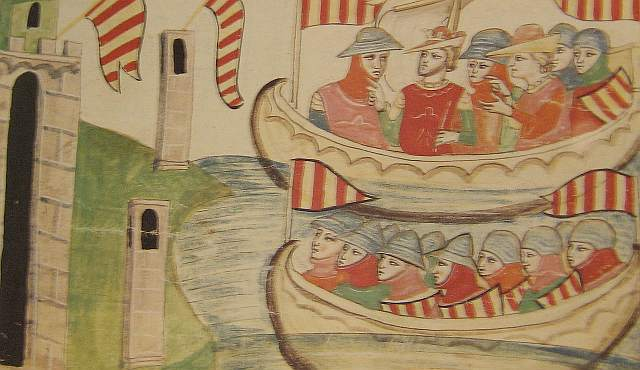
Pedro III (reconocible por la corona) dirige el desembarco de la flota aragonesa en Trapani el 30 de agosto de 1282. Miniatura de la Nova Cronica de Giovanni Villani (de un manuscrito de la Biblioteca del Vaticano)

El rey, rehuyendo en aquella época aventuras románticas, fingió no entender sus propósitos y, sin dejar de honrarla y tratarla con cortesía, la llevó personalmente a su alojamiento con una procesión de caballeros. El comportamiento de Pietro no disuadió a Macalda de sus objetivos: pretendiendo que no lo entendía, comenzó a seguir al aragonés en su itinerario por la isla. 
Una vez que el rey llegó a Furnari, cerca de Milazzo, cuando ya era de noche, un hombre senil, en estado de pobreza, de aspecto miserable, cubierto con harapos de piel del Etna, se acercó a él y obtuvo audiencia: era Vitale de Messina, un juez (Vitalis de Judice ) una vez amigo y asociado de Manfredi, luego reducido a un estado de mendicidad por la constante lealtad que cultivó hacia la dinastía Hohenstaufen. El anciano advirtió al rey contra la volatilidad de las alianzas políticas en Sicilia y, en particular, de la inconstancia de Alaimo, ya traidor a Manfredo y Carlos de Anjou, pero agravado aún más por condicionamientos e intrigas que, según él, padecía a manos de Macalda y de su padre, Giacomo Scaletta. El rey no pareció darle demasiado peso y cortésmente lo despidió, diciendo que su deseo en aquella tierra era hacer amigos y no cultivar o fomentar sospechas sobre acontecimientos pasados. Al día siguiente, sin embargo, recordando las advertencias de aquel viejo vengativo, decidió calmar el ambiente promulgando una amnistía para todos los culpables de delitos políticos. 

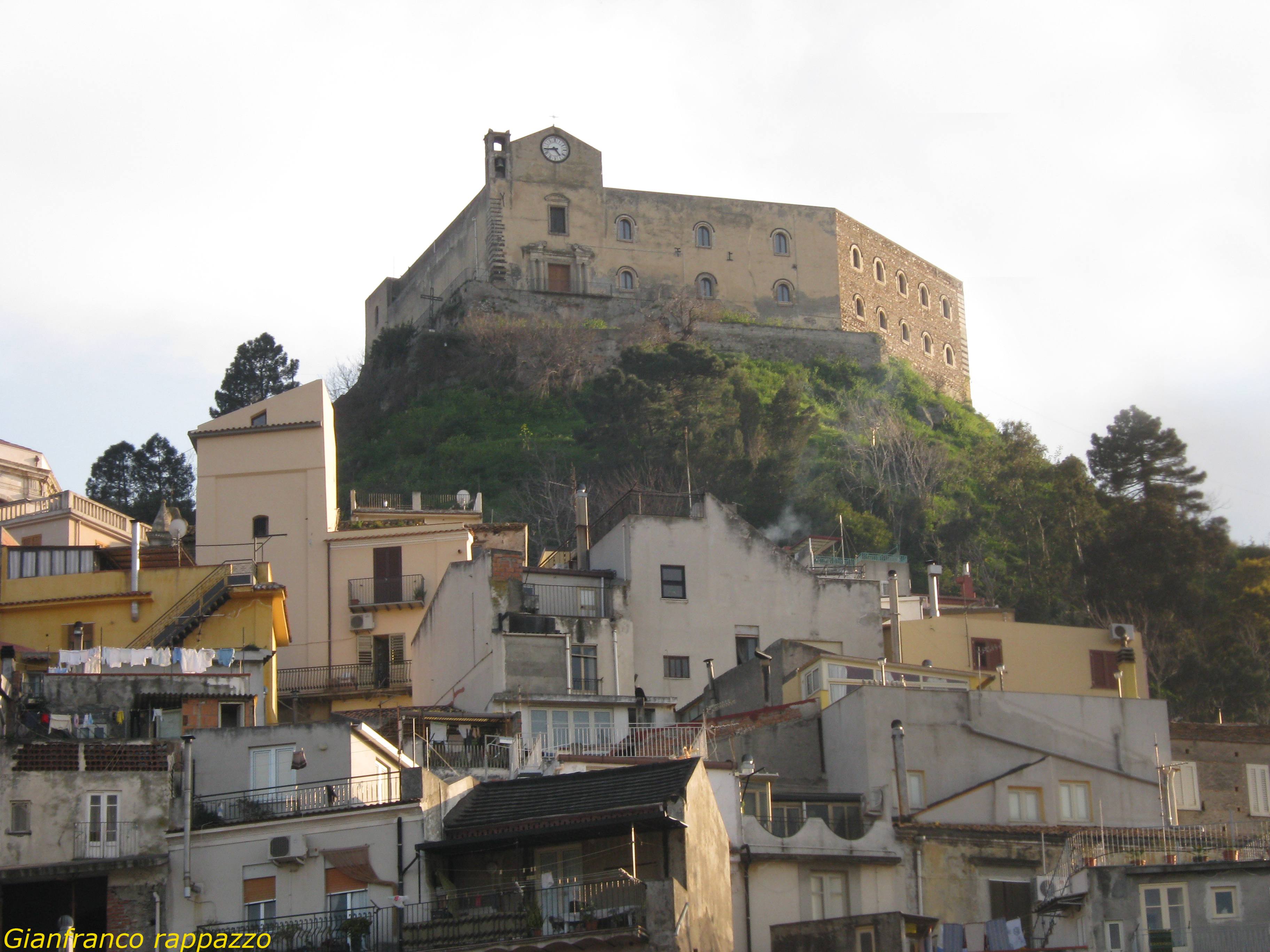
El castillo de Santa Lucía del Mela

En la localidad de Santa Lucía Macalda pidió hospitalidad al rey, ya alojado en el castillo local, alegando la falta de alojamiento en aquella pequeña aldea, por haber llegado última. El rey le concedió entonces sus habitaciones pero, no queriendo morder el anzuelo, se trasladó a un hotel, donde sin embargo se le unió de nuevo la insistente Macalda. Una vez más el rey dejó caer en saco roto las insinuaciones de la mujer: llamó a su mayordomo e intentó despedirse por la noche, pero, ante la insolencia de Macalda, que permanecía pegada a la silla, creyó que lo mejor era liberarse de ella, llamando a los propietarios y a sus familiares a la sala, entreteniendo extensamente al público con diversos discursos y digresiones, incluida una muestra de su probada fidelidad conyugal. La reunión continuó hasta la madrugada, hasta que el rey, al tener que partir en armas, se despidió de todos sus interlocutores, frustrando la oportunidad que perseguía la mujer.  

### Macalda y Alaimo en la corte del Reino de Sicilia
Macalda y Alaimo formaban parte de la nueva corte, tan cercanos al rey que incluso se les permitía sentarse a su mesa.  
Alaimo, según las intenciones del rey, tuvo un papel protagónico: cuando Pedro abandonó el reino rumbo a Francia, debiendo enfrentarse a Carlos I de Anjou en aquel famoso duelo en Burdeos que nunca llegaría a celebrarse, el rey aragonés eligió al propio Alaimo, como giustiziere, y a Juan de Procida, como canciller, para apoyar a los dos regentes, su esposa Constanza II y el infante Jaime II. Alaimo era así el único siciliano en un gobierno en el que Costanza II tenía la delicada tarea de gestionar, mediar y recomponer las tensiones políticas que atravesaban la isla, esas mismas tensiones y aspiraciones de las que Alaimo, ya capitán de Messina en la época de la Communitas Siciliae, fue «el exponente más autorizado». Además, el rey confió al cuidado de Alaimo la delicadísima tarea de cuidar a las personas y salvaguardar la integridad física de sus familiares. 

### Rivalidad con Constanza II de Sicilia

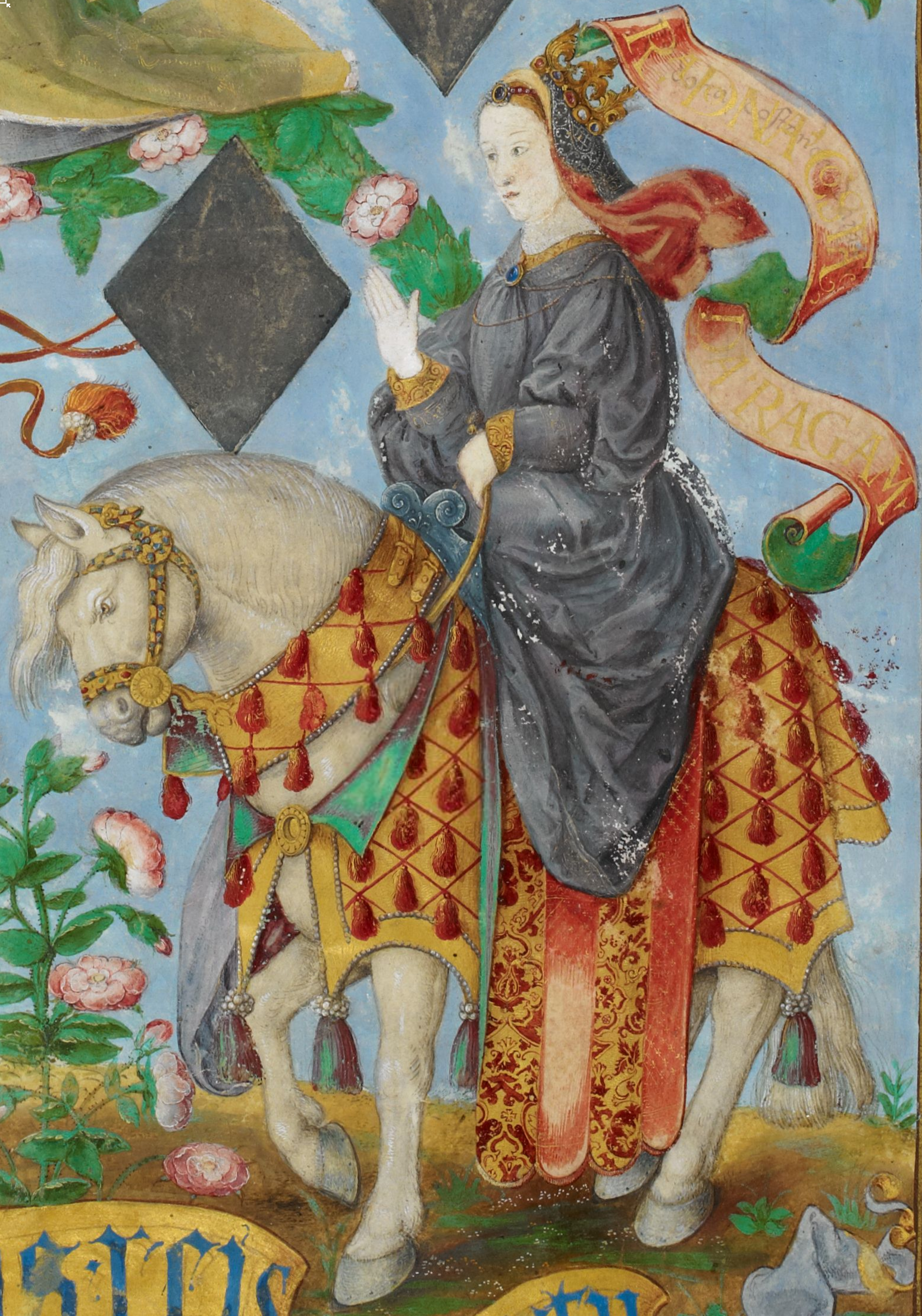
Reina Constanza II de Sicilia

La derrota que le infligió la fidelidad conyugal de Pedro de Aragón hirió gravemente su orgullo femenino, induciendo a Macalda a comportarse con celos y emulación hacia la corte y en particular hacia la reina Constanza II de Sicilia, a quien comenzó a desafiar abiertamente, haciéndose pasar por alteza real, y dio muestras de desaire y menosprecio hasta el punto de negarse incluso a llamarla "reina", limitándose, en su altivez, al reduccionista apodo de "madre de Jaime II ". 
Macalda inauguró así una temporada de loca y costosa rivalidad con las altezas reales, que la llevó a rechazar la benevolencia de la reina, cuya persona evitaba cuidadosamente, salvo en ocasiones en las que alardeaba de un peinado particular o en las que lucía algún túnicas especiales tejidas en púrpura imperial.
Los episodios de esta rivalidad provocaron gran escándalo en el ambiente, poniendo a prueba la bondad y la proverbial paciencia de la eirna. 
Se han contado algunas anécdotas sobre esta rivalidad unilateral: Durante una enfermedad, la debilitada Costanza fue a la catedral de Monreale y entró en Palermo en litera, en lugar de a caballo como era habitual. Macalda no perdió la oportunidad de emularla: en perfecto estado de salud y sin otro motivo, desfiló por las calles de Palermo en una lujosa litera envuelta en tela roja, sostenida rebeldemente en los hombros por algunos soldados de su marido y por campesinos de su ciudad. Hizo lo mismo, regresando a Catania, durante la entrada en Nicosia, acosando a los porteadores reacios, hasta el punto de obligarlos a exponerse durante mucho tiempo a los elementos.
Al quedar embarazada, comenzó a quejarse de un supuesto estado de enfermedad, gracias al cual exigió y obtuvo permiso para vivir en el convento de los Frailes Menores: esta convivencia era necesaria, según ella, para garantizarle la ansiada tranquilidad. lejos del clamor del pueblo, pero esta proximidad forzada entre lo sagrado y su discutida figura profana parecía escandalosa para la mayoría.
Poco después de dar a luz, Macalda se convirtió en protagonista de una nueva afrenta a la reina: esta, junto con sus hijos Jaime y Federico, se había ofrecido a bautizar al recién nacido, que entonces tenía quince días. Macalda fingió demorarse, poniendo la inútil excusa de la frágil constitución del niño, incapaz, a su juicio, de resistir el agua de la pila bautismal. Pero tres días después, sin ninguna razón válida, lo hizo bautizar públicamente por personas tomadas del pueblo, desairando descaradamente la oferta real.
En otra ocasión, dice Bartolomeo di Neocastro, el infante Jaime, bajo la regencia de Constanza, salió a explorar los distritos de la isla acompañado de treinta caballeros. Macalda, como era su costumbre, intervino inmediatamente para acompañarlo, pero quiso hacerlo con su habitual prepotencia, haciéndose pasar por "tan giustiziere como su marido", fue escoltada por una procesión comparable en lujo, pero inmensamente superior en número y de apariencia bastante dudosa: la multitud que acompañaba en realidad contaba con "trescientos sesenta hombres de armas, de fe o sospecha dudosa, recogidos expresamente en diversas tierras", una gran cantidad de matones, una soldadesca, más que una procesión de caballeros.
Fueron también estos comportamientos los que determinaron la caída de Macalda, y favorecieron y aceleraron la de su marido Alaimo. 

### Caída en desgracia de Alaimo y arresto de Macalda

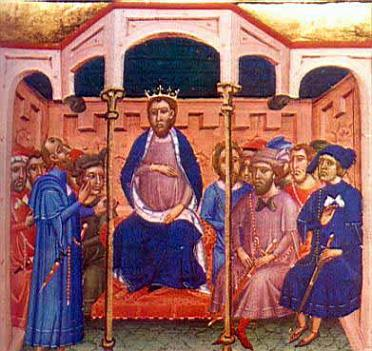
Jaime II, principal adversario de Macalda y Alaimo

El hecho que arruinóó la reputación de Alaimo fue en última instancia su comportamiento indulgente hacia el príncipe de Salerno Carlos II, hijo de Carlos de Anjou. Ahora deshonrado y sospechoso de conspiración, Alaimo se topó con la fuerte hostilidad de Jaime II de Sicilia: blanco de acusaciones poco fundamentadas, fue invitado por Jaime a visitar al rey Pedro en Aragón. Partió hacia Barcelona el 19 de noviembre de 1284, recibiendo una cordial bienvenida del rey, quien sin embargo lo mantuvo bajo una vigilancia tan estrecha que casi podría considerarse un prisionero. 
La partida de Alaimo provocó confusión en su entorno y, mientras tanto, dio a sus oponentes la oportunidad de identificar y procesar a sus presuntos cómplices. En 1285 también salió a la luz una correspondencia que había mantenido en secreto con el rey de Francia, a través del abogado García de Nicosia, este último rápidamente asesinado por sus sobrinos en un intento desesperado, que luego resultó inútil, de aligerar la situación de Alaimo, silenciándolo para siempre. 
A la partida de Alaimo siguieron detenciones que acabaron afectando también a Macalda, encarcelada en el castillo de Mesina, junto con sus hijos, el 19 de febrero de 1285   poco después de la partida de su marido.  Un destino mucho peor ya había corrido poco antes su hermano Matteo, ejecutado en Agrigento el 13 de enero de 1285 por decapitación con un cuchillo. 
Alaimo estuvo retenido durante mucho tiempo en Cataluña, protegido por la sincera benevolencia que aún podía disfrutar de Pedro de Aragón  y, mientras este estuvo vivo, se salvó de cualquier peligro.

#### Ejecución de Alaimo
Sin embargo, una vez muerto el rey de Aragón, Alaimo no sobrevivió a la aversión de Jaime II, quien convenció a su hermano mayor Alfonso III para que se lo entregara. Así, el día 4 de agosto de 1287   Alaimo fue confiado a uno de los enviados de Giacomo, Bertrando de Cannellis, quien partió inmediatamente hacia Sicilia: sin haber sido considerada  su intención de defenderse en un proceso regular, junto con sus sobrinos (entre ellos Adenolfo da Mineo ) se embarcó en el barco que, al parecer, lo llevaría de regreso a Sicilia. Pero, sin saberlo, su suerte ya estaba echada antes de la partida: cuando el viaje estaba llegando a su fin, él y sus nietos fueron conducidos a la cubierta del barco, cerca de Marettimo, mientras Sicilia ya se divisaba en el horizonte. Vieron así cumplida su esperanza de volver a ver su patria, pero, poco después, se les leyó la sentencia de muerte pronunciada contra ellos por Jaime, cuyo artificio fue luego ejecutado sumariamente, ahogándolos a ambos, envueltos en sábanas y lastrados fueron arrojados vivos al mar,  según el ritual de la llamada mazzeratura. 
Macalda estigmatizó desde la prisión el giro de los acontecimientos, dirigiéndose a Ruggero di Lauria, el almirante brillante por su conducta militar, pero conocido por su extrema avaricia y por una brutalidad que parecía inusual incluso para la época, quien vino a visitarla a prisión para recuperar los papeles del feudo de Ficarra cuya posesión reclamaba. Dirigiéndose con orgullo al almirante, Macalda expresó así su amargura:

Ecco come siamo rimeritati da Pietro vostro Re. Noi lo abbiam chiamato e fattolo nostro compagno non già nostro Signore; ma egli, recatosi in mano il dominio del Regno di Sicilia, noi suoi sozii tratta siccome servi [Así somos merecidos por Pedro tu Rey. Lo hemos llamado y hecho nuestro compañero, no nuestro Señor; pero él, habiendo tomado en sus manos el dominio del Reino de Sicilia, nos trata a nosotros, sus asociados, como a servidores]
Bartolommeo di Neocastro, Historia Sicula, cap. XCI

### Macalda, jugadora de ajedrez

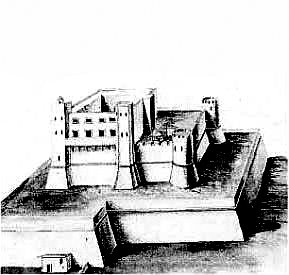
El castillo de Matagrifone (Roccaguelfonia), prisión de Macalda y del emir ibn Sebir, escenario de sus partidas de ajedrez y de las actitudes de la mujer.

El cautiverio de Macalda también permitió revelar otra cualidad suya inesperada: la de jugadora de ajedrez: se sabe al respecto que, durante el encarcelamiento sufrido en el castillo Matagrifone de Mesina, ella jugó al ajedrez con el emir Margam ibn Sebir, también encarcelado allí,   tras ser capturado huyendo hacia Túnez, mientras intentaba escapar de la incursión naval llevada a cabo contra la isla de Yerba por el almirante Roger de Lauria.
Incluso en aquellas reuniones, la altiva Macalda no dejaba de asombrar a los presentes y a sus carceleros con la sensación que generaba la "vivacidad y desvergüenza de la ropa"  que lucía.
Macalda es pues, sin distinciones de género, el primer ajedrecista del que hay constancia histórica en Sicilia: en efecto, habrá que esperar unos dos siglos y medio, y la época del emperador Carlos I de España, para tener de Pietro Carrera las tres primeras menciones históricas de los ajedrecistas sicilianos: los Armini de  Palermo y los Branci, y Don Matteo li Genchi de Termine, autor de algunas estrofas sobre las leyes del juego del ajedrez. 

### Muerte
Desde su encarcelamiento, tras las noticias de su orgulloso discurso a Roger de Lauria y las de su entretenimiento en la prisión de Matagrifone,  prácticamente todo rastro de Macalda se ha perdido en las crónicas contemporáneas, silencio que ha autorizado a los historiadores a suponer su muerte. Unos años después, sin embargo, existe un documento de archivo que nos recuerda que aún vivía el 3 de diciembre de 1307, cuando Macalda Scaletta, ante probables dificultades económicas derivadas de su segunda viudez, firmó un contrato por el que alquilaba Barberio a un tal Maestro Pagano, por una duración de 22 años, seritia et operas de una de sus sirvientas Anna, de origen griego (ancillam de Rumania ).
Otra mención se encuentra en un acta de 14 de octubre de 1308, también en el Archivo del Estado de Palermo, en la que se da a Macalda como aun viva. Esta fecha se convierte así en el terminus post quem de su muerte, que algunos autores, sin embargo, sitúan convencionalmente en 1305  mientras que otros, como Michele Amari, suponen que se produjo en prisión poco después de su captura. 

## Macalda en la imaginación y en la literatura

### Leyenda delPozo Gammazita

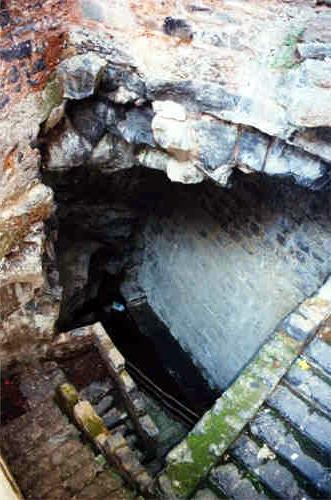
El pozo de Gammazita, vinculado a la leyenda de Catania del mismo nombre, en el Castillo Ursino

Superando el perímetro de la historia, el relato de Macalda ha entrado en el imaginario popular: su figura puebla mitos, tradiciones y leyendas populares, como la del pozo Gammazita en Catania. 

### Decamerón

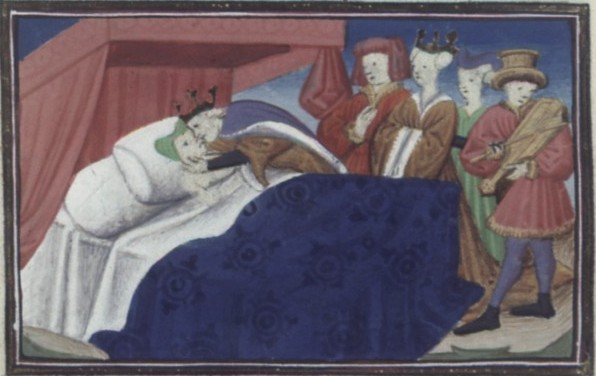
El rey Pedro, acompañado de Constanza, besa a la enferma Lisa en el episodio Pampinea del Decamerón, un eco lejano del amor de Macalda por el rey

Un eco lejano de la pasión de Macalda por el soberano aragonés sobrevive en la historia de Lisa Puccini, y de su amor perdido por el rey Piero di Raona  en la novela corta narrada por Pampinea durante el décimo día del Decamerón de Giovanni Boccaccio. 
Sin embargo, la disparidad de acentos que separa la crónica "venenosa"  de Bartolomeo di Neocastro del episodio de Boccaccio es enorme, en un contexto rodeado de virtudes cortesanas y caballerescas que se adecuan mejor a la figura del rey Pedro,  conocido por las virtudes de la  prudencia" y su "alma caballerosa" que contribuyeron a dejarle "un vasto recuerdo en la literatura de la época."
También es posible que, en Neocastro, la versión de la anécdota sea resultado de una elaboración maliciosa, para corroborar o justificar a posteriori el papel nefasto que habría tenido Macalda en inducir a Alaimo de Lentini a la supuesta traición: esto también podría explicar el tratamiento diferente que Desclot reserva al enamoramiento de Macalda del soberano aragonés  en su Crònica catalana. 
El hecho de que Boccaccio, a pesar de no conocer la obra de Desclot, tuviera conocimiento de una historia similar, podría indicar que una versión cortés de la anécdota circuló, quizás de forma oral, en ambientes dispares, transformándose quizás por los caminos típicos de la tradición oral, antes de llegar a la oídos del autor del Decamerón. 

### Su suerte en elsigloXIX: teatro, música, literatura
La figura de Macalda gozó de un considerable atención en la segunda mitad del siglo XIX. A ella está dedicada una pieza de teatro alemán de 1877, una tragedia en cinco actos compuesta por el poeta Hermann Lingg, quien el año anterior había dedicado el drama histórico Die Sizilianische Vesper a los años convulsos de las vísperas sicilianas que son el telón de fondo de la historia de la mujer. La tragedia de Macalda fue luego traducida al italiano: la primera versión se publicó en Messina en 1883, por Alessandro Bazzani, impresa para la Tipografia Fratelli Messina. 
Macalda data hacia 1880, un melodrama para piano del músico veronés Angelo Bottagisio  autor menor pero de éxito en el panorama de la música italiana del siglo XIX, que también fue responsable de la ópera Alaimo da Lentini, representada en el Teatro Fraschini de Pavía en 1885. 
En las páginas 797-811 de un libro de 1889, Le grandi amorose, se incluye una historia ficticia de la aventura y de los amores de Macalda, ilustrada con 70 dibujos de Gino de' Bini, una obra de Italo Fiorentino, autor cuya racha popular forma parte de la literatura copiosa, de desigual nivel, que nutrió un género literario real de esa época literaria, llamado "novela de misterio". El volumen de Fiorentini es una colección de retratos literarios de mujeres fatales, de vidas misteriosas y disolutas, amantes famosas y concubinas de gobernantes y hombres de poder. El libro fue publicado en Roma en 1889, por el editor Edoardo Perino. 